# 第六十号型駆潜艇
第六十号型駆潜艇（だい60ごうがたくせんてい）は日本海軍の駆潜艇。同型3隻。第二十八号型駆潜艇よりも簡易化を進めたものとされる。なお、「第六十号型」の艇型名は「第二十八号型」と同様、海軍省が定めた艦艇類別等級別表上存在せず、全艇が「第十三号型」に含まれる。

## 説明
第13号型（基本計画番号K8）、第28号型（基本計画番号K8B）に続き、改⑤計画で仮称艦名第5341号艦から同第5370号艦までの30隻が計画された。しかし内地と南方資源地帯を結ぶ航路の護衛が重要視され海防艦の建造が優先された結果、竣工したのは新潟鐵工所に建造が割り当てられた艇のうち最初の3隻だけで、他は全て起工前に建造中止となった。
基本計画番号はK8Cで、第28号型のK8Bよりも構造の簡易化を進めた艇型だが、外見上はK8CとK8Bとで大きな違いは無い。建造当初から対水上レーダーと電波探知機が設置され、艇橋前と烹炊所横に機銃台を設けたのは兵装強化後の第13号型や第28号型と同様だが、烹炊所横の機銃台は円柱とトラスを組み合わせたものではなく平板で支えられている。居住区の簡素化は実施されず甲板各所にリノリウムを貼るなど、「戦時建造艦としては結構な艤装」となっている。新造時の舷窓数は片舷あたり艇前半部に5個、艇後半部に4個で、第13号型や第28号型と比較して減らされてはいるが全廃には至っていない。
起工から竣工までの日数は第60号232日、第61号191日、第63号195日で、同じ新潟鐵工所で建造された第43号364日、第48号324日、第54号217日、第58号235日と比較して、建造日数は減っている。

## 同型艇
竣工艇の建造所は全て新潟鐵工所新潟工場。
- 第60号：1944年3月28日竣工。終戦時佐世保に所在。1945年10月5日除籍。特別輸送艦として行動後、1948年解体。
- 第61号：1944年5月8日竣工。1945年1月9日台湾南部の海口泊地でアメリカ艦上機の攻撃を受け被爆沈没。3月10日除籍。
- 仮称艦名第5343号艦：建造中止。
- 第63号：1944年6月30日竣工。1945年3月26日小アンダマン島沖でイギリス駆逐艦Virago(R75)ほかと交戦し被雷沈没。5月10日除籍。
- 仮称艦名第5345号艦から同第5370号艦：建造中止。